# Fryderyk za najwybitniejsze nagranie muzyki polskiej
Laureaci i nominowani do Fryderyków w kategorii najwybitniejsze nagranie muzyki polskiej:

## Lata 2001-2022
| Rok  | Laureat | Nominowani |
| ---- | --- | --- |
| 2001 | Nagrania Ignacego Jana Paderewskiego na rolkach Welte-Mignon – Ignacy Jan Paderewski; Kompozytorzy: Franciszek Liszt, Franciszek Schubert, Ignacy Jan Paderewski, Ludwig van Beethoven, Fryderyk Chopin | - Mieczysław Karłowicz – Poematy symfoniczne, Koncert skrzypcowy A-dur – Konstanty Andrzej Kulka i Orkiestra Symfoniczna Filharmonii Narodowej pod dyrekcją Kazimierza Korda - Vesperae pro defunctis i Da pacem Domine (Gaude Mater 2 – Międzynarodowy Festiwal Muzyki Sakralnej – Częstochowa 1990–2000) – Soliści: Ewa Mikulska, Piotr Kusiewicz, Bogdan Makal, Jan Szypowski i Stanisław Moryto oraz Chór Akademii Teologii Katolickiej, Chór „Cantica Cantamus”, Pueri Cantores Tarnovienses i Orkiestra Symfoniczna Filharmonii Częstochowskiej pod dyrekcją Bogusława Madeya - Dzieła orkiestrowe Paderewskiego (album 2 CD): Paderewski – Symfonia „Polonia” op. 24 Koncert fortepianowy op. 17, Fantazja polska op. 19 – Ian Hobson i Orkiestra Sinfonia Varsovia pod dyrekcją Jerzego Maksymiuka; Kompozytor: Ignacy Jan Paderewski - Henryk Mikołaj Górecki – Symphony No. 2 „Copernican”, Beatus Vir – Zofia Kilanowicz i Andrzej Dobber oraz Chór Polskiego Radia, Chór Filharmonii Śląskiej, Narodowa Orkiestra Symfoniczna Polskiego Radia w Katowicach pod dyrekcją Antoniego Wita; Kompozytor: Henryk Mikołaj Górecki |
| 2002 | Witold Lutosławski – Mi-parti, Krzysztof Meyer – Msza | - Baird, Knapik, Meyer, Penderecki, Zieliński – Kwartet Dafo; Kompozytorzy: Tadeusz Baird, Krzysztof Penderecki, Eugeniusz Knapik, Maciej Zieliński i Krzysztof Meyer - Fryderyk Chopin – Wydanie Narodowe – 12 Voluminów – Ewa Pobłocka, Janusz Olejniczak, Piotr Paleczny, Krzysztof Jabłoński, Wojciech Świtała – fortepian oraz Orkiestra Sinfonia Varsovia pod dyrekcją Jerzego Maksymiuka i Jacka Kaspszyka; Kompozytor: Fryderyk Chopin - Wojciech Kilar – Orawa, Piano Concerto, Krzesany – Janusz Olejniczak oraz Orkiestra Sinfonia Varsovia pod dyrekcją Jerzego Maksymiuka; Kompozytor: Wojciech Kilar - Krzysztof Penderecki – Concerto grosso na trzy wiolonczele i orkiestrę – Ivan Monighetti, Adam Klocek i Kazimierz Koślacz oraz Orkiestra Symfoniczna i Chór Filharmonii Narodowej w Warszawie pod dyrekcją Antoniego Wita; Kompozytorzy: Witold Lutosławski, Krzysztof Meyer i Krzysztof Penderecki |
| 2003 | Grzegorz Fitelberg (seria: Dyrygenci polscy) – nagrania historyczne 1948–1953 – Eugenia Umińska – skrzypce (I Koncert skrzypcowy Karola Szymanowskiego) i Narodowa Orkiestra Symfoniczna Polskiego Radia w Katowicach pod dyrekcją Grzegorza Fitelberga; Kompozytorzy: Stanisław Moniuszko, Zygmunt Noskowski, Grzegorz Fitelberg, Mieczysław Karłowicz, Witold Lutosławski, Karol Szymanowski (ex eaquo) Utwory Henryka Mikołaja Góreckiego (2 CD) – Adam Kruszewski – baryton, Janusz Olejniczak oraz Chór Polskiego Radia, Polski Chór Kameralny: Schola Cantorum Gedanensis i Orkiestra Sinfonia Varsovia pod dyrekcją Jerzego Maksymiuka | - Karłowicz, Kilar – Serenada, Siwa Mgła, Orawa – Andrzej Bachleda-Curuś, Polska Orkiestra Kameralna i Orkiestra Filharmonii Poznańskiej pod dyrekcją Wojciecha Michniewskiego; Kompozytorzy: Mieczysław Karłowicz, Wojciech Kilar - Lipiński – Koncerty skrzypcowe nr 2, 3, 4 – Albrecht Breuninger i Polska Orkiestra Radiowa pod dyrekcją Wojciecha Rajskiego; Kompozytor: Karol Lipiński - Penderecki – Koncerty skrzypcowe nr 1 i 2 – Konstanty Andrzej Kulka i Chee-Yun oraz Narodowa Orkiestra Symfoniczna Polskiego Radia w Katowicach pod dyrekcją Antoniego Wita; Kompozytor: Krzysztof Penderecki - Penderecki – Pasja wg Świętego Łukasza – Izabella Kłosińska – sopran, Adam Kruszewski – baryton, Romuald Tesarowicz – bas, Krzysztof Kolberger oraz Chór i Orkiestra Filharmonii Narodowej w Warszawie pod dyrekcją Antoniego Wita; Kompozytor: Krzysztof Penderecki - Penderecki – Te Deum, Lacrimosa – Jadwiga Gadulanka – sopran, Ewa Podleś – mezzosopran, Wiesław Ochman – tenor, Andrzej Hiolski – baryton oraz Chór i Orkiestra Symfoniczna Polskiego Radia w Krakowie pod dyrekcją Krzysztofa Pendereckiego; Kompozytor: Krzysztof Penderecki - Szymanowski – Stabat Mater, Litania, Demeter – Jadwiga Gadulanka – sopran, Jadwiga Rappe – alt, Andrzej Hiolski oraz Wielka Orkiestra Symfoniczna Polskiego Radia i Telewizji w Katowicach, Chór Polskiego Radia w Krakowie pod dyrekcją Antoniego Wita; Kompozytor: Karol Szymanowski |
| 2004 | Szymanowski – Complete Songs for Voice and Piano – Piotr Beczała, Juliana Gondek, Urszula Kryger, Iwona Sobotka, Reinild Mees; Dyrygent/Kierownik Artystyczny: Reinild Mees, C. Jared Sacks; Kompozytor: Karol Szymanowski (ex eaquo) Paderewski – Manru – Taras Ivaniv, Ewa Czermak, Barbara Krahel, Agnieszka Rehlis, Radosław Żukowski, Maciej Krzysztyniak, Zbigniew Kryczka, Dorota Dutkowska, Andrzej Kalinin oraz Chór i Orkiestra Opery Dolnośląskiej pod dyrekcją Ewy Michnik; Kompozytor: Ignacy Jan Paderewski | - Czarnecki (seria: Muzyka naszych czasów) – Krzysztof Jakowicz – skrzypce, Jakub Jakowicz – skrzypce oraz Concerto Avenna pod dyrekcją Andrzeja Mysińskiego; Kompozytor: Sławomir Stanisław Czarnecki - Eros Psyche op. 40 – opera w 5 obrazach – Hanna Lisowska – sopran, Józef Figas – tenor, Jan Czekay – baryton, Jerzy Ostapiuk – bas, Włodzimierz Denysenko – bas, Maria Olkisz – mezzosopran i inni a także Chór i Orkiestra Teatru Wielkiego w Warszawie pod dyrekcją Antoniego Wicherka; Kompozytor: Ludomir Różycki - Musica Polonica Nova 1-3 (seria), Warsaw Composers (3 CD) – Wiesława Łukaszewska, Klaudiusz Baran – akordeon, Magdalena Kordylasińska – Marimba, Miłosz Pękała – wibrafon, Jolanta Sosnowska – skrzypce, Marcin Łukaszewski – fortepian, Barbara Jagodzińska – organy, Grzegorz Mackiewicz – fortepian, Patrycja Piekutowska – skrzypce, Agnieszka Prosowska-Iwicka – flet, Andrzej Gębski – skrzypce, Antoni Lichomanov – fortepian, Stanisław Skoczyński – perkusja, Sebastian Oroń – saksofon, Michał Dziad – fortepian, Joanna Przewoźniczuk – flet, Weronika Ratusińska – skrzypce, Michał Druś – altówka, Szabolsc Esztényi – fortepian, Iwona Mironiuk – fortepian a także Polski Chór Kameralny ‚Schola Cantorum Gedanensis pod dyrekcją Jana Łukaszewskiego (1 CD); Kompozytorzy: Maria Pokrzywińska, Andrzej Dutkiewicz, Edward Sielicki, Marcin Błażewicz, Anna Ignatowicz, Maciej Żółtowski, Aleksander Kościów, Alicja Gronau, Benedykt Konowalski, Marcin Wierzbicki, Marian Sawa, Krzysztof Baculewski, Paweł Łukaszewski, Zbigniew Bagiński, Romuald Twardowski, Marian Borkowski, Paweł Buczyński, Weronika Ratusińska, Szabolsc Esztényi, Lucjan Kaszycki |
| 2005 | Lutosławski: Koncert na orkiestrę; Koncert na wiolonczelę i orkiestrę – Rafał Kwiatkowski – wiolonczela oraz Orkiestra Symfoniczna Filharmonii Narodowej w Warszawie pod dyrekcją Antoniego Wita; Kompozytor: Witold Lutosławski | - Laboratory of Contemporary Music – 2004 – Małgorzata Armanowska – sopran, Andrzej Chorosiński – organy, Marcin T. Łukaszewski – fortepian, Anna Mikołajczyk-Niewiedział – sopran, Paweł Nowicki – marimba, Aleksandra Ohar – wiolonczela, Artur Pachlewski – klarnet, Radosław Soroka – klarnet basowy, Mariusz Wysocki – wiolonczela, Kwartet Wieniawski i Krakowska Grupa Perkusyjna; Kompozytorzy: Bartosz Kowalski-Banasewicz, Edward Pałłasz, Wojciech Łukaszewski, Stanisław Moryto, Emilian Madey, Zbigniew Bargielski, Paweł Łukaszewski, Andrzej Dziadek, Marian Borkowski - Lutosławski – Dyrygent w Polskim Radiu – Halina Łukomska – sopran; Krzysztof Jakowicz – skrzypce; Ewa Pobłocka – fortepian oraz Narodowa Orkiestra Symfoniczna Polskiego Radia pod dyrekcją Witolda Lutosławskiego; Kompozytor: Witold Lutosławski - Rachmaninow, Prokofiew, Serocki: Sonaty – Bogdan Czapiewski; Kompozytorzy: Sergiusz Rachmaninow, Sergiusz Prokofiew, Kazimierz Serocki - Szymanowski – Piano Sonata No. 3 Metopes Masques – Piotr Anderszewski; Kompozytor: Karol Szymanowski - XV Międzynarodowy Konkurs Pianistyczny im. F. Chopina / Kronika Konkursu 2005 vol. 13 – Rafał Blechacz – Rafał Blechacz i Orkiestra Symfoniczna Filharmonii Narodowej pod dyrekcją Antoniego Wita; Kompozytor: Fryderyk Chopin - Szymanowski Super Audio CD & CD (Hybryda) – Jakub Jakowicz i Piotr Paleczny oraz Orkiestra Sinfonia Varsovia pod dyrekcją Jerzego Maksymiuka; Kompozytor: Karol Szymanowski |
| 2006 | Baird, Łukaszewski, Błażewicz, Borowski – Marta Klimasara, Anna Mikołajczyk-Niewiedział; Polska Orkiestra Radiowa, Chór Akademicki Uniwersytetu Warszawskiego i Chór Katedry Warszawsko-Praskiej „Musica Sacra” pod dyrekcją Piotra Borkowskiego; Kompozytorzy: Tadeusz Baird, Wojciech Łukaszewski, Marcin Błażewicz, Marian Borkowski | - AUKSO gra utwory Kilara – Orkiestra Aukso pod dyr. Marka Mosia - Henryk Mikołaj Górecki: III Symfonia „Symfonia pieśni żałosnych”. Dzieła Narodowe w nagraniu NOSPR – Zofia Kilanowicz i Narodowa Orkiestra Symfoniczna Polskiego Radia pod dyrekcją Henryka Mikołaja Góreckiego - Polska Muzyka Kameralna – SACD & CD – Royal String Quartet; Kompozytorzy: Stanisław Moniuszko (Kwartet smyczkowy nr 1), Karol Szymanowski (Kwartet smyczkowy nr 2 op. 56), Grażyna Bacewicz (Kwartet smyczkowy nr 4) - Works for Piano – Maciej Grzybowski; Kompozytor: Paweł Szymański - Władysław Żeleński – Pieśni – Jadwiga Rappe – alt, Mariusz Rutkowski – fortepian; Kompozytor: Władysław Żeleński |
| 2008 | Chopin – Preludia. Rafał Blechacz | - Esztényi, Szabolcs – Bramy ogrodu – Iwona Mironiuk – fortepian, Szabolcs Esztényi – fortepian; Kompozytor: Szabolcs Esztényi - Mieczysław Karłowicz, Emil Młynarski – Polish Spirit – Nigel Kennedy i Polska Orkiestra Kameralna pod dyrekcją Jacka Kaspszyka; Kompozytor: Mieczysław Karłowicz i Emil Młynarski - Lutosławski – Piano Duo – Emilia Sitarz, Bartłomiej Wąsik – fortepian; Kompozytorzy: Witold Lutosławski, Igor Strawiński, Francis Poulenc, Mauricio Kagel - Paweł Łukaszewski – Sacred Music – Anna Mikołajczyk-Niewiedział, Wacław Golonka, Agata Zubel-Moc, Katarzyna Trylnik oraz Polski Chór Kameralny, Holst Singers, Concerto Avenna, Orkiestra i Chór Opery i Filharmonii Podlaskiej, Studio Warszawa Ensemble i Orkiestra UAM pod dyrekcją Stephena Laytona, Jana Łukaszewskiego, Piotra Borkowskiego, Andrzeja Mysińskiego i Łukasza Borowicza |
| 2009 | Paweł Mykietyn: Speechless Song – Jacek Laszczkowski (sopran męski), Maciej Piszek (fortepian), Jerzy Artysz (baryton), Viola Łabanow (klawesyn), Andrzej Bauer (wiolonczela), Polska Orkiestra Radiowa i Kwartet Dafo pod dyrekcją Jacka Rogali i Przemysławawa Fiugajskiego; Kompozytor: Paweł Mykietyn | - Marian Borkowski: Hymnus – Małgorzata Armanowska, Krakowska Grupa Perkusyjna, Andrzej Chorosiński, Polski Chór Kameralny, The Holst Singers i Chór Katedry Warszawsko-Praskiej „MUSICA SACRA”, Orkiestra i Chór Filharmonii Poznańskiej, Chór ATK, Chór Uniwersytetu Warszawskiego; Kompozytor: Marian Borkowski - Chopin. Halina Czerny-Stefańska – Halina Czerny-Stefańska i Orkiestra Symfoniczna Filharmonii Narodowej pod dyrekcją Bohdana Wodiczko; Kompozytor: Fryderyk Chopin - Karłowicz: Koncert skrzypcowy A-dur op. 8, Odwieczne Pieśni op. 10, SACD & CD – Agata Szymczewska oraz Orkiestra Sinfonia Varsovia pod dyrekcją Jerzego Maksymiuka; Kompozytor: Mieczysław Karłowicz - Polski Chór Kameralny – Polski Chór Kameralny pod dyrekcją Jana Łukaszewskiego; Kompozytorzy: Penderecki, Kilar, Borkowski, Łukaszewski, Chyrzyński, Kowalski-Banasewicz |
| 2010 | Rafał Blechacz – Chopin Koncerty fortepianowe – Rafał Blechacz i Royal Concertgebouw Orchestra pod dyrekcją Jerzego Semkowa | - Krzysztof Penderecki – Wszystkie Dzieła Chóralne – Polski Chór Kameralny pod dyrekcją Jana Łukaszewskiego - Stanisław Moryto – Gorzkie żale – Joanna Łukaszewska, Renata Landowska-Szczerbaczewicz, Michał Sławecki, Jarosław Gajewski, Zespół Reprezentacyjny Wojska Polskiego i Chór Katedry Warszawsko-Praskiej Musica Sacra pod dyrekcją Pawła Łukaszewskiego - Stanisław Moryto – Muzyka chóralna – Chór Opery i Filharmonii Podlaskiej pod dyrekcją Violetty Biereckiej - Szymanowski – Różycki String Quartets – Royal String Quartet |
| 2011 | Wydanie Narodowe Chopina w formacie Super Audio [część 1] SACD&CD – Janusz Olejniczak i Orkiestra Kameralna AUKSO pod dyrekcją Marka Mosia | - Augustyn – Do Ut Des. Kwartet Śląski, Agata Zubel, Jan Krzeszowiec – Kwartet Śląski, Agata Zubel, Jan Krzeszowiec, Rafał Augustyn - Marian Borkowski – Symphonic and Chamber Music – różni wykonawcy - Leon Łukaszewski – Choral Music – Polski Chór Kameralny pod dyrekcją Jana Łukaszewskiego; Kompozytor: Leon Łukaszewski - Maciejewski – Requiem Missa Pro Defunctis – Zdzisława Donat, Jadwiga Rappé, Jerzy Knetig, Janusz Niziołek, Chór i Orkiestra Filharmonii Narodowej w Warszawie; Kompozytor: Roman Maciejewski |
| 2012 | Grażyna Bacewicz – II Sonata fortepianowa, Kwintety fortepianowe I&II – Krystian Zimerman, Kaja Danczowska, Agata Szymczewska, Ryszard Groblewski, Rafał Kwiatkowski | - Henryk Mikołaj Górecki – The Three String Quartets – Royal String Quartet - Paweł Mykietyn – Pasja wg św. Marka – Urszula Kryger, Katarzyna Moś, Maciej Stuhr, Orkiestra Kameralna AUKSO, Soliści Warszawskiego Chóru Chłopięcego przy Uniwersytecie Muzycznym F. Chopina, Cantores Minores Wratislavienses pod dyrekcją Marka Mosia - Z. Bagiński, M. Bembinow, W. Blecharz, A. Gronau, M. Małecki, A. Mociulschi, O. Hans, W. Łukaszewski, B. Kowalski-Banasiewicz, M. Borkowski, P. Zych, P. Łukaszewski, E. Pałłasz – New Polish for Choir – Polski Chór Kameralny pod dyrekcją Jana Łukaszewskiego - Władysław Żeleński – Pieśni – Urszula Kryger i Warszawscy Soliści „Concerto Avenna” pod dyrekcją Andrzeja Mysińskiego |
| 2013 | Karol Lipiński – Works for Violin & Piano – Bartek Nizioł, Paweł Andrzej Mazurkiewicz | - Cyprian Bazylik, dzieła wszystkie, XVI w. – Ars Nova, Subtilior Ensemble – sol. Piotr Olech, Maciej Gocman, Szczepan Kosior, Piotr Zawistowski, chór Cantilena – S. Alina Kulik - Paweł Łukaszewski – Musica Sacra 1 – Anna Mikołajczyk-Niewiedział sopran Greg Banaszak saksofon altowy RAVEL PIANO DUO: Agnieszka Kozło, Katarzyna Ewa Sokołowska, Orkiestra i Chór Opery i Filharmonii Podlaskiej - Paweł Łukaszewski – Musica Sacra 2 – Polski Chór Kameralny, Michał Markuszewski – organy, Jakub Garbacz – organy, Jan Bartłomiej Boszczanin – organy, Schola Cantorum Bialostociensis, Wacław Golonka – organy, Concerto Avenna - Satin – TWOgether Duo – Magdalena Bojanowicz-wiolonczela i Maciej Frąckiewicz-akordeon; Kompozytorzy: Hanna Kulenty, Aleksander Marcin Nowak, Wojciech Andrzej Blecharz, Rafał Stefan Janiak, Krzysztof Penderecki, Dariusz Przybylski, Mikołaj Kacper Majkusiak |
| 2015 | Where are you. Pieces from Warsaw – proMODERN | - A Tribute to Krzysztof Penderecki – Threnody, Duo Concertante, Concerto Grosso, Credo – Anne-Sophie Mutter, Daniel Müller-Schott, Roman Patkoló, Arto Noras, Ivan Monighetti oraz Orkiestra Sinfonia Varsovia i Chór Filharmonii Narodowej pod dyr. Charlesa Dutoita, Walerija Giergijewa i Krzysztofa Urbańskiego - Kilar/Moś/Aukso – AUKSO Orkiestra Kameralna Miasta Tychy pod dyr. Marka Mosia - Paweł Łukaszewski: Musica Sacra 5 – Baltic Neopolis Orchestra, CANTATRIX, Chór Katedry Warszawsko-Praskiej „Musica Sacra”, Morpheus Saxophone Ensemble, Sekstet muzyki współczesnej proMODERN - Warsaw Philharmonic: Weinberg Symphony No. 4 & Violin Concerto – Orkiestra Filharmonii Narodowej oraz Ilya Gringols – skrzypce pod dyr. Jacka Kaspszyka |
| 2016 | Lutosławski: Piano Concerto, Symphony No. 2 – Krystian Zimerman i Berliner Philharmoniker pod dyrekcją Simona Rattle | - Szymanowski & Debussy – Meccore String Quartet (Wojciech Koprowski, Jarosław Nadrzycki, Michał Bryła, Karol Marianowski) - Paweł Łukaszewski: Symphony of Providence – Anna Mikołajczyk-Niewiedział, Agnieszka Rehlis, Jarosław Bręk, Chór Polskiego Radia w Krakowie, Orkiestra i Chór Opery i Filharmonii Podlaskiej pod dyrekcją Marcina Nałęcz-Niesiołowskiego - real life song. Joanna Freszel (Bembinow, Borzym jr, Szwed, Janiak, Kościów, Zamuszko, Zubel, Szmytka) – Joanna Freszel (sopran) oraz Agata Igras-Sawicka, Piotr Zawadzki, Łukasz Piotrowski, Marek Szlezer, Mariusz Rutkowski, Krzysztof Garstka, Zuzanna Elster, Maksymilian Grzesiak, Kamila Wąsik-Janiak, Katarzyna Grygiel, Jan Kalinowski, Dominik Płociński, Andrzej Kopeć, proModern; dyrygenci: Andrzej Borzym jr., Rafał Janiak, Marta Kluczyńska, Jarosław Praszczałek - Szymański, Mykietyn – Music for String Quartet – Royal String Quartet |
| 2017 | Grażyna Bacewicz: Complete String Quartets – Kwartet Śląski | - Feliks Nowowiejski – Quo Vadis – Aleksandra Kurzak, Artur Ruciński, Rafał Siwek, Sebastian Szumski, Arkadiusz Bialic, Górecki Chamber Choir, Włodzimierz Siedlik, Orkiestra Symfoniczna Warmińsko-Mazurskiej Filharmonii im. F. Nowowiejskiego w Olsztynie, dyr. Piotr Sułkowski - Paweł Łukaszewski – IV Symfonia – Symfonia o Bożym Miłosierdziu – Anna Mikołajczyk-Niewiedział, Maciej Nerkowski, Orkiestra i Chór Opery i Filharmonii Podlaskiej, Violetta Bielecka, Barbara Ewa Rafałko, dyr. Wojciech Michniewski - Paweł Łukaszewski – Musica Profana 1 – Ewa Guz-Seroka, Anna Mikołajczyk-Niewiedział, Anna Lubańska, Robert Gierlach, Kamila Wąsik-Janiak, Piotr Hausenplas, Romuald Gołębiowski - Penderecki Conducts Penderecki vol. 1 – Orkiestra i Chór Filharmonii Narodowej pod dyr. Krzysztofa Penderenckiego, Johanna Rusanen – sopran, Agnieszka Rehlis – mezzosopran, Nikolay Didenko – bas, Henryk Wojnarowski – dyrektor chóru |
| 2018 | proMODERN Shakespired – Sekstet wokalny proMODERN | - A Polish Kaleidoscope II – Ravel Piano Duo - Feliks Nowowiejski – Quo vadis – Wioletta Chodowicz – sopran, Robert Gierlach – baryton, Wojciech Gierlach – bas, Sławomir Kamiński – organy, Orkiestra Filharmonii Poznańskiej oraz Chór Opery i Filharmonii Podlaskiej pod dyrekcją Łukasza Borowicza (przygotowanie chóru Violetta Bielecka) - Mieczysław Wajnberg – String Quartet No. 7 & Piano Quintet – Kwartet Śląski, Piotr Sałajczyk - Paweł Łukaszewski – Motets – Polski Chór Kameralny pod dyrekcją Jana Łukaszewskiego |
| 2019 | Silesian Quartet and Friends – Grażyna Bacewicz: Kwintety fortepianowe, Kwartet na 4 skrzypiec, Kwartet na 4 wiolonczele – Kwartet Śląski, Wojciech Świtała, Krzysztof Lasoń, Małgorzata Wasiucionek, Polish Cello Quartet | - Anne-Sophie Mutter – Hommage à Penderecki. – Anne-Sophie Mutter, Lambert Orkis, Roman Patkoló, London Symphony Orchestra pod dyrekcją Krzysztofa Pendereckiego - Herdzin – Concerto and Concertino. – Elbląska Orkiestra Kameralna, Krakowskie Trio Stroikowe, Katarzyna Budnik-Gałązka, Paweł Gusnar pod dyrekcją Krzysztofa Herdzina - Johann Gottlieb Goldberg – Wszystkie koncerty klawesynowe. – Alina Ratkowska, Adam Pastuszka, Goldberg Baroque Ensemble - Polish Music – Młynarski, Weinberg, Penderecki. – Orkiestra Filharmonii Narodowej pod dyrekcją Jacka Kaspszyka |
| 2020 | 100 na 100. Muzyczne dekady wolności – różni wykonawcy | - Camerata Silesia Sings Silesian Composers – Zespół Śpiewaków Miasta Katowice „Camerata Silesia” pod dyr. Anny Szostak - Comfort Zone – proMODERN - Mieczysław Wajnberg: String Quartets nos. 11, 12 & 13 – Kwartet Śląski - Moniuszko – Sacred Music – Chór Katedry Warszawsko-Praskiej „Musica Sacra” pod dyr. Pawła Łukaszewskiego) |
| 2021 | Grażyna Bacewicz: Sonaty na skrzypce i fortepian – Jakub Jakowicz, Bartosz Bednarczyk | - Agata Zubel: Cleopatra’s Songs – Agata Zubel, Katarzyna Duda, Klangforum Wien, Ensemble intercontemporain, Orkiestra Muzyki Nowej, dyr. Johannes Kalitzke, Guillaume Bourgogne, Szymon Bywalec - Aleksander Nowak, Szczepan Twardoch: Drach. Dramma per musica – Joanna Freszel, Jan Jakub Monowid, Sebastian Szumski, Marcin Świątkiewicz, AUKSO Orkiestra Kameralna Miasta Tychy, dyr. Marek Moś - Mikołaj Zieleński: Offertoria et communionestotius anni – Wrocław Baroque Ensemble - Moniuszko: Complete Solo Piano Works – Marcin T. Łukaszewski |
| 2022 | „Chopin – Bruce Liu” - Bruce Liu | - Aleksander Nowak / Szczepan Twardoch „Syrena. Melodrama aeterna” – Ewa Biegas, Bartłomiej Duś, Joanna Freszel, Jan Jakub Monowid, Daniel Popiałkiewicz, Piotr Sałajczyk, Orkiestra Kameralna Miasta Tychy AUKSO pod dyrekcją Marka Mosia - In Via – Polski Chór Kameralny pod dyrekcją Jana Łukaszewskiego - Jacek Różycki - Wrocław Baroque Ensemble, dyr. Andrzej Kosendiak - Paweł Łukaszewski „III I VI Symfonia” - Anna Mikołajczyk-Niewiedział, Orkiestra i Chór Opery i Filharmonii Podlaskiej pod dyrekcją Mirosława Jacka Błaszczyka |